# Heinrich Kreienberg
Heinrich Kreienberg (* 17. August 1917; † unbekannt) war ein deutscher Fußballspieler.

## Karriere

### Spieler im Zweiten Weltkrieg und der direkten Nachkriegszeit (bis 1949)
Über Kreienbergs frühes Leben und den Beginn seiner Laufbahn als Fußballer ist nichts bekannt. Während des Zweiten Weltkrieges spielte er zumindest zeitweise für den Duisburger Klub Westende Hamborn und nahm mit diesem im Anschluss an den Gewinn der Niederrheinmeisterschaft an der deutschen Meisterschaftsendrunde 1943 teil. Am 16. Mai dieses Jahres trat der Mittelfeldspieler mit seiner Mannschaft zum Achtelfinale beim VfR Mannheim an und musste eine 1:8-Niederlage hinnehmen.
Gemeinsam mit Theodor Kreienberg und Heinz Stemmer war er einer von drei Akteuren aus der Hamborner Niederrheinmeistermannschaft, die sich nach Kriegsende dem Meidericher SV anschlossen. Unklar ist, wann genau er zum MSV kam. Einer der beiden Spieler namens Kreienberg trat bereits 1945/46 für den Verein an und wurde mit diesem Duisburger Stadtmeister.

### Zweite und erste Liga mit Meiderich (1949–1955)
Spätestens ab Sommer 1949 spielte er für Meiderich, denn ab diesem Jahr war er Teil der Mannschaft, die in der neu eingeführten 2. Liga West antrat. Diese Spielklasse war der Unterbau zur ebenfalls neu ins Leben gerufenen Oberliga West, die im damals noch regional begrenzten Ligensystem die höchste Klasse darstellte. Kreienberg besetzte einen festen Platz in der ersten Elf und verpasste über lange Zeit kein einziges Spiel. Entsprechend leistete er seinen Beitrag dazu, dass dem MSV 1951 der Aufstieg in die Oberliga gelang. Infolgedessen erreichte er sein Debüt in der höchsten Spielklasse, als er am 19. August 1951 bei einem 1:1 gegen Preußen Dellbrück auf dem Platz stand.
In der nachfolgenden Zeit behauptete er seinen Stammplatz, während sich sein Team in der Liga etablieren konnte. Erst in der Saison 1954/55 verlor er seine Position und musste zugleich den Abstieg seiner Mannschaft miterleben. Während der Spielzeit 1955/56, die zum direkten Wiederaufstieg führte, stand der inzwischen 38 Jahre alte Kreienberg noch im Kader, wurde jedoch nicht mehr aufgeboten. Daraufhin beendete er nach 85 Oberligapartien mit vier Treffern sowie 60 Zweitligaeinsätzen mit fünf Toren seine Laufbahn.